# Zed Bias
Дейв Джонс (англ. Dave Jones; род. 20 декабря 1969) — британский диджей и музыкант, более известный под сценическим псевдонимом Zed Bias (Зед Ба́йес). Также известен под псевдонимом Maddslinky и как часть дуэта Phuturistix.
Работает в таких жанрах, как гэридж и брокен-бит. По мнению обозревателя Джона Буша с сайта AllMusic, Zed Bias является «одним из наиболее успешных музыкантов британской гэридж-сцены», а обозреватель Джон О'Брайен называет его «невоспетым героем» этого жанра. The Independent и Pitchfork пишут, что музыкант является пионером прогрессивного направления тустеп-гэриджа, и в том числе благодаря ему был сформирован звук, позже определивший дабстеп как отдельный жанр.
Наиболее известен по синглу «Neighbourhood», достигнувшему 25 строчки в британском чарте (сам же считает этот сингл одной из худших своих записей). Делал ремиксы на песни таких исполнителей, как Габриэль, Kosheen, Максим Реалити, Pharoahe Monch и The Streets. Является продюсером сингла британского MC Scrufizzer «Kick It», достигшего 62 позиции в UK Singles Chart. Помимо музыкальной карьеры, является управляющим лейбла «Sidestepper Recordings».
Принял участие в благотворительном сборнике Manchester With Love в помощь пострадавшим во время теракта в Манчестере.

## Дискография

### Диджей-миксы
- Sound of the Pirates (2000, Locked On)
- Bingo Beats Vol. 2 (2001, Bingo Beats)

### Альбомы

#### Под псевдонимом Maddslinky
- Make Your Peace (2003, Laws of Motion)
- Make A Change (2010, Tru Thoughts)

#### Под псевдонимом Zed Bias
- Experiments with Biasonics Vol. 1 (2007, Sick Trumpet)
- Biasonic Hotsauce: Birth of the Nanocloud (2011, Tru Thoughts)
- Sleepin Giantz (2012, Tru Thoughts)
- Boss (2013, Swamp81)
- Different Response (2017, Exit Records)

#### В составе Phuturistix
- Feel It Out (2003, Hospital)
- Breathe Some Light (2007, Phuture Lounge)